# 7487 Toshitanaka
7487 Toshitanaka è un asteroide della fascia principale. Scoperto nel 1994, presenta un'orbita caratterizzata da un semiasse maggiore pari a 2,6905344 UA e da un'eccentricità di 0,1670087, inclinata di 13,45743° rispetto all'eclittica.